# Place Ernest-Denis
La place Ernest-Denis est une voie située dans le quartier de l'Odéon du 6e arrondissement.

## Situation et accès
La place Ernest-Denis est desservie par la ligne B du RER à la gare du Luxembourg.

## Origine du nom

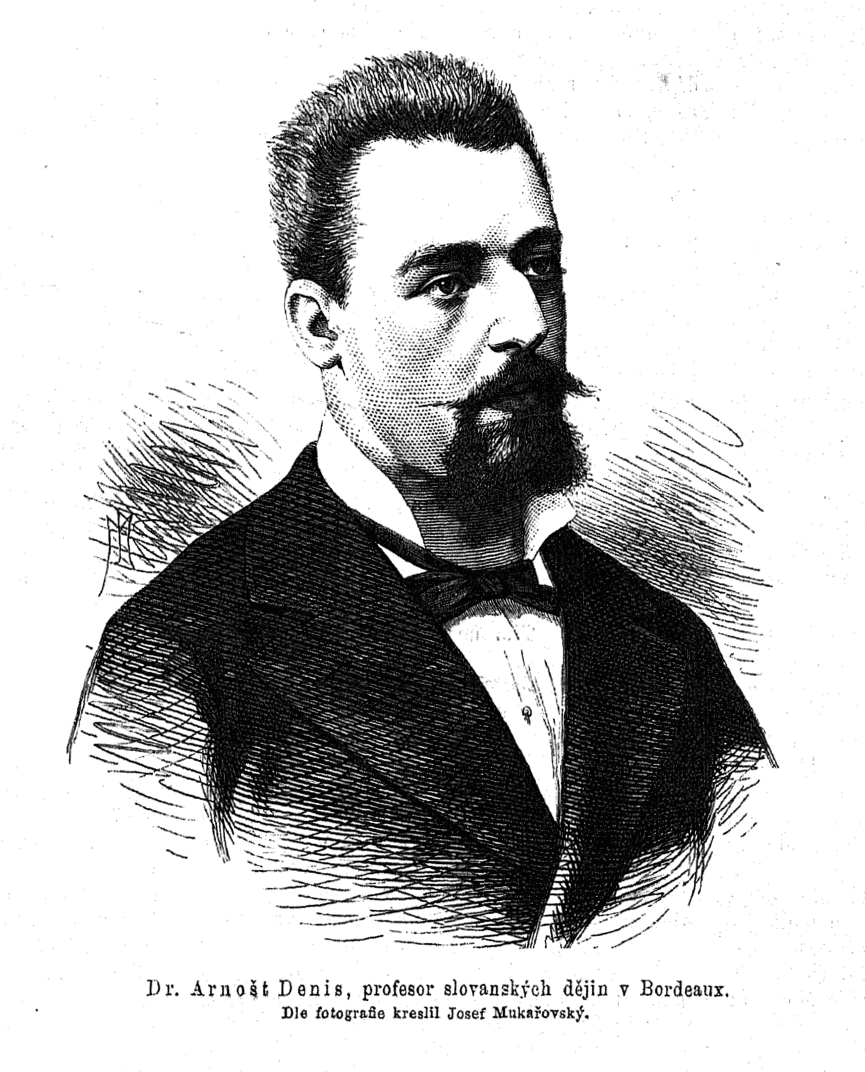
Ernest Denis, en 1880.

Elle doit son nom à l'historien français, Ernest Denis (1849-1921), qui vécut et mourut à proximité.

## Historique
Cette place a été créée en 1930 sur l'espace des voies qui la bordent.

## Bâtiments remarquables et lieux de mémoire
- Le jardin Marco-Polo et la Fontaine des Quatre-Parties-du-Monde.
- En 1627, le moulin à vent des Chartreux fut édifié à l’emplacement de la place. Il s’agissait d’un moulin-tour auquel on accédait par une rampe. Il figure sur les plans de Jouvin de Rochefort (1675), de Roussel (1731) et de Deharme (1763). Il est parfois appelé moulin de Vauvert[2].